# Celmia mecrida
Espèce
Celmia mecrida est un papillon de la famille des Lycaenidae, de la sous-famille des Theclinae et du genre Celmia.

## Dénomination
Celmia mecrida a été décrit par William Chapman Hewitson en 1867 sous le nom initial de Thecla mecrida.

### Nom vernaculaire
Celmia mecrida se nomme Mecrida Hairstreak en anglais.

## Description
Celmia mecrida est un petit papillon aux pattes et aux antennes cerclés de blanc et noir, avec deux queues fines, une longue et une courte à chaque aile postérieure.
Sur le dessus les ailes sont grises avec aux ailes antérieures une plage bleu métallisé le long du bord interne alors que les ailes postérieures sont bleu métallisé largement bordées de gris.
Le revers est beige avec une ligne postdiscale et une ligne submarginale blanches et aux ailes postérieures, en plus,deux courtes lignes et un ocelle anal beige centré de marron.

## Écologie et distribution
Celmia mecrida est présent au Brésil, en Guyana et en Guyane,,.

### Protection
Pas de statut de protection particulier.